# Kredit (bokföring)
Se kredit för andra betydelser.
Kredit har flera betydelser
1. (med betoning på andra stavelsen): ett lån eller tillstånd från en säljare att köpa varor eller tjänster mot löfte om att betala senare. Se artikeln kredit.
2. kreditering, en återbetalning eller nersättning av en faktura.
3. (med betoning på första stavelsen): den ena sidan av ett konto, den andra sidan heter debet.

Att kreditera i dubbel bokföring innebär att föra in en transaktion på kreditsidan av ett konto, vid maskinell bokföring betecknas kredit ofta med "-" medan debet betecknas med "+".
- Att kreditera ett skuldkonto innebär att skulderna ökar.
- Att kreditera ett tillgångskonto innebär att tillgångarna minskar.
- Att kreditera ett intäktskonto innebär att intäkterna ökar.
- Att kreditera ett kostnadskonto innebär att kostnaderna minskar.

Den övergripande principen är att debet är den "aktiva" aspekten av en finansiell transaktion som handlar om hur pengarna används, medan kredit är den "passiva" aspekten som handlar om varifrån pengarna kommer. Se exempel i artikeln debet.